# Frank Perry
 (août 2025).
Si vous disposez d'ouvrages ou d'articles de référence ou si vous connaissez des sites web de qualité traitant du thème abordé ici, merci de compléter l'article en donnant les références utiles à sa vérifiabilité et en les liant à la section « Notes et références ».
 (août 2025).
Pour les articles homonymes, voir Perry.
Frank Perry est un réalisateur et producteur américain, né le 21 août 1930 à New York et mort le 29 août 1995 dans la même ville.

## Biographie
Frank Perry (21 mai 1930 – 31 août 1995) était un réalisateur, scénariste et producteur américain, connu pour ses adaptations de romans et ses portraits nuancés de personnages complexes.

## Jeunesse et formation
Né à New York, Perry étudie à la Brown University avant de servir dans l’armée pendant la guerre de Corée. Après son retour, il travaille dans l’industrie du divertissement tout en développant ses compétences en cinéma avec sa future épouse, Eleanor Rosenfeld.

## Carrière
Perry réalise son premier long métrage en 1962, David and Lisa, adapté du roman de Theodore Isaac Rubin et scénarisé par son épouse Eleanor Rosenfeld. Le film, centré sur deux adolescents aux troubles émotionnels, reçoit un succès critique et commercial et vaut à Perry une nomination à l’Oscar du meilleur réalisateur et à Eleanor une nomination au meilleur scénario adapté.
Il construit ensuite une filmographie souvent inspirée de la littérature, avec des œuvres comme The Swimmer (1968, d’après John Cheever), Last Summer (1969), et Trilogy (1969, écrit par Truman Capote). Perry se fait remarquer pour ses portraits nuancés de personnages, notamment dans Diary of a Mad Housewife (1970) et Play It as It Lays (1972), produites et réalisées par lui.
Perry reste également connu pour le drame biographique Mommie Dearest, adapté des mémoires de la fille adoptive de Joan Crawford. Bien que les critiques aient été mitigées, le film devient culte et reçoit le Razzie Award du pire film, avec une nomination pour Perry comme pire réalisateur et une récompense pour Faye Dunaway.
Une partie de ses archives personnelles et de documents liés à ses films est conservée à l’Université Wesleyan, accessible aux chercheurs et historiens du cinéma.

## Style et influences
Les films de Perry se distinguent par des portraits psychologiques détaillés et une approche réaliste des personnages. Il adapte fréquemment des œuvres littéraires et collabore souvent avec sa femme, Eleanor Rosenfeld, pour le scénario.

### Vie privée
Il a été marié à la scénariste Eleanor Perry (1960 à 1971), à Barbara Goldsmith (1977 à 1992) et à Virginia Brush Ford (1992 - 1995).

## Filmographie

### Cinéma
- 1962 : David et Lisa
- 1963 : Ladybug Ladybug
- 1968 : Le Plongeon (The Swimmer)
- 1969 : Dernier Été (Last Summer)
- 1969 : Trilogy
- 1970 : Journal intime d'une femme mariée (Diary of a Mad Housewife)
- 1971 : Doc Holliday
- 1972 : Play It As It Lays
- 1974 : Enquête dans l'impossible (Man on a Swing)
- 1975 : Rancho Deluxe
- 1981 : Maman très chère (Mommie Dearest)
- 1982 : Monsignor
- 1985 : Compromising Positions
- 1987 : La Joyeuse Revenante (Hello Again)
- 1992 : On the Bridge

#### Séries télévisées
- 1966 : ABC Stage 67 (1 épisode)
- 1980 : Skag (1 épisode)

#### Téléfilm
- 1967 : The Thanksgiving Visitor

### Producteur
- 1963 : Ladybug Ladybug
- 1966 : ABC Stage 67 (1 épisode)
- 1967 : The Thanksgiving Visitor
- 1968 : Le Plongeon (The Swimmer)
- 1969 : Trilogy
- 1970 : Journal intime d'une femme mariée (Diary of a Mad Housewife)
- 1971 : Doc Holliday
- 1972 : Play It As It Lays
- 1985 : Compromising Positions
- 1987 : La Joyeuse Revenante (Hello Again)
- 1992 : On the Bridge